# Файєтт (Алабама)
Файєтт (англ. Fayette) — місто (англ. city) в США, в окрузі Файєтт штату Алабама. Населення — 4285 осіб (2020).

## Географія
Файєтт розташований за координатами 33°41′39″ пн. ш. 87°49′52″ зх. д. / 33.69417° пн. ш. 87.83111° зх. д. (33.694215, -87.831169).  За даними Бюро перепису населення США в 2010 році місто мало площу 22,36 км², з яких 22,14 км² — суходіл та 0,21 км² — водойми.

## Демографія
Згідно з переписом 2010 року, у місті мешкало 4619 осіб у 1924 домогосподарствах у складі 1206 родин. Густота населення становила 207 осіб/км².  Було 2239 помешкань (100/км²).
Расовий склад населення:
| - 73,4 % — білих - 24,3 % — чорних або афроамериканців - 0,3 % — корінних американців - 0,3 % — азіатів |

До двох чи більше рас належало 1,2 %. Частка іспаномовних становила 1,4 % від усіх жителів.
За віковим діапазоном населення розподілялося таким чином: 22,9 % — особи молодші 18 років, 58,2 % — особи у віці 18—64 років, 18,9 % — особи у віці 65 років та старші. Медіана віку мешканця становила 40,5 року. На 100 осіб жіночої статі у місті припадало 88,6 чоловіків;  на 100 жінок у віці від 18 років та старших — 79,0 чоловіків також старших 18 років.
Середній дохід на одне домашнє господарство  становив 37 440 доларів США (медіана — 30 646), а середній дохід на одну сім'ю — 46 488 доларів (медіана — 35 893). Медіана доходів становила 33 789 доларів для чоловіків та 23 103 долари для жінок. За межею бідності перебувало 25,9 % осіб, у тому числі 37,2 % дітей у віці до 18 років та 15,0 % осіб у віці 65 років та старших.
Цивільне працевлаштоване населення становило 1559 осіб. Основні галузі зайнятості: освіта, охорона здоров'я та соціальна допомога — 25,6 %, виробництво — 18,1 %, роздрібна торгівля — 11,5 %, мистецтво, розваги та відпочинок — 10,9 %.